# کماچ سهن
کماچ سِهن نوعی شیرینی مخصوص استان کرمان است. در این شیرنی از ترکیب آرد جوانه گندم و آرد گندم برای خمیر استفاده می‌شود. قبل از پختن، خرما با مغز گردو، بادام یا پسته در وسط لایه‌های خمیر گذاشته می‌شود. این شیرینی علی‌رغم آنکه بدون افزودنی نگهدارنده تهیه می‌شود، ولی با این حال می‌توان آن را به مدت طولانی در بیرون از یخچال نگهداری کرد. با توجه به اینکه مواد تشکیل دهندهٔ آن بسیار پرکالری هستند، پس از خوردن یک قطعه از آن با یک لیوان شیر احساس سیری به وجود می‌آید.
ادويۀ كماچ شامل دارچين، زيره‌ي سبز و سياه، تخم شويد، سياه دانه، جوز، زردچوبه، فوفل، ميخك و باديون است كه هر كدام از اينها دارای خواص شگفت انگيزی می‌باشند.

## طرز تهیه
آرد گندم را با آرد سهن و ادویه مخلوط می‌کنیم. سپس به این مخلوط کم‌کم ‌آب اضافه می‌کنیم تا خمیر یک‌دست شود، آن‌گاه در ظرفی دیگر خرمای هسته گرفته شده را چرخ کرده و با گردو و ادویهٔ کماچ مخلوط می‌کنیم. می‌توان این مخلوط را به مدت کوتاهی در روغن تفت داد تا خرما کمی نرم شود.
در ادامه ته سینی فر یا قالب موردنظر را چرب کرده و روی آن آرد می‌پاشیم. خمیر را با وردنه داخل سینی یا قالب پهن و نازک می‌کنیم. آن‌گاه از مخلوط خرما و گردو برداشته روی خمیر پهن کرده و صاف و یک‌دست می‌نماییم. تا یک لایهٔ خرمایی پهن به‌دست آید. سپس یک لایهٔ خمیر دیگر را هم روی یک تخته پهن کرده، نازک می‌کنیم و روی این لایهٔ خرمایی قرار می‌دهیم. به گونه‌ای که لایهٔ خرمایی بین دو لایهٔ خمیر قرار گیرد. بعد با کارد تیزی به هر شکلی که دوست داریم مثل لوزی یا مربع برش‌هایی بر روی خمیر ایجاد می‌کنیم. کمی روغن روی سطح خمیر مالیده و در فری که از قبل روشن کرده‌ایم قرار می‌دهیم تا طلایی و پخته شود. کماچ سهن را می‌توان به جای فر، در تابه و با روغن سرخ کرد.
بعد از این که کماچ پخته شد، آن را بیرون گذاشته تا کمی خنک شود. سپس در صورتی که دوست داشته باشیم، روی آن مخلوط هل ساییده شده و پودر قند می‌پاشیم و با پودر پسته تزیین می‌کنیم.
ادویهٔ کماچ را دو قسمت کرده مقداری را به خمیر اضافه کرده و مقداری را داخل مواد درونی خمیر می‌ریزیم که این ادویه بسته به ذائقهٔ افراد می‌تواند کم‌تر یا بیش‌تر استفاده شود.